# Coelichneumon futasujii
Coelichneumon futasujii là một loài tò vò trong họ Ichneumonidae.